# Стинер, Мэри
Мэри Стинер (англ. Mary C. Stiner; род. 1955) — американский антрополог. Доктор философии (1990), регент-профессор Аризонского университета (с 2014), куратор архезоологии Музея штата Аризона. Член НАН США (2025). Лауреат Fryxell prize Общества американской археологии (2021).
Получила степени бакалавра антропологии и бакалавра изящных искусств в 1980 году в Университете Делавэра, а также докторскую степень по антропологии в Университете Нью-Мексико, перед чем получила там же магистерскую степень по антропологии. Председателем диссертационного комитета при ее защите докторской был Льюис Бинфорд.
Ее книга Honor among Thieves: A Zooarchaeological Study of Neanderthal Ecology (Princeton University Press, 1994) {Рец.: Sabine Gaudzinski, Ричард Клайн, Robin Dennell} удостоилась первой книжной премии Общества американской археологии (SAA) в 1996 году. Как отмечал Р. Клайн в своей рецензии в Science: «В исследовании, которое легло в основу настоящей книги, Мэри Стинер пыталась определить, отличались ли неандертальцы (от современных людей) также в своей способности добывать животных».
Публиковалась в Current Anthropology, Science.
Проводит археологические исследования предков человека, палеоэкономики и социальной эволюции. Проводила археологические полевые исследования на палеолитических стоянках в Италии, Израиле, Греции, Турции, Португалии, Франции и Марокко, а также в Соединенных Штатах. Указывала, что «люди — единственный вид животных, который хоронит своих мертвецов, и этот жест сохранился на палеолитических стоянках еще 120 000 лет назад».